# Павел Бекель (акционерное общество)

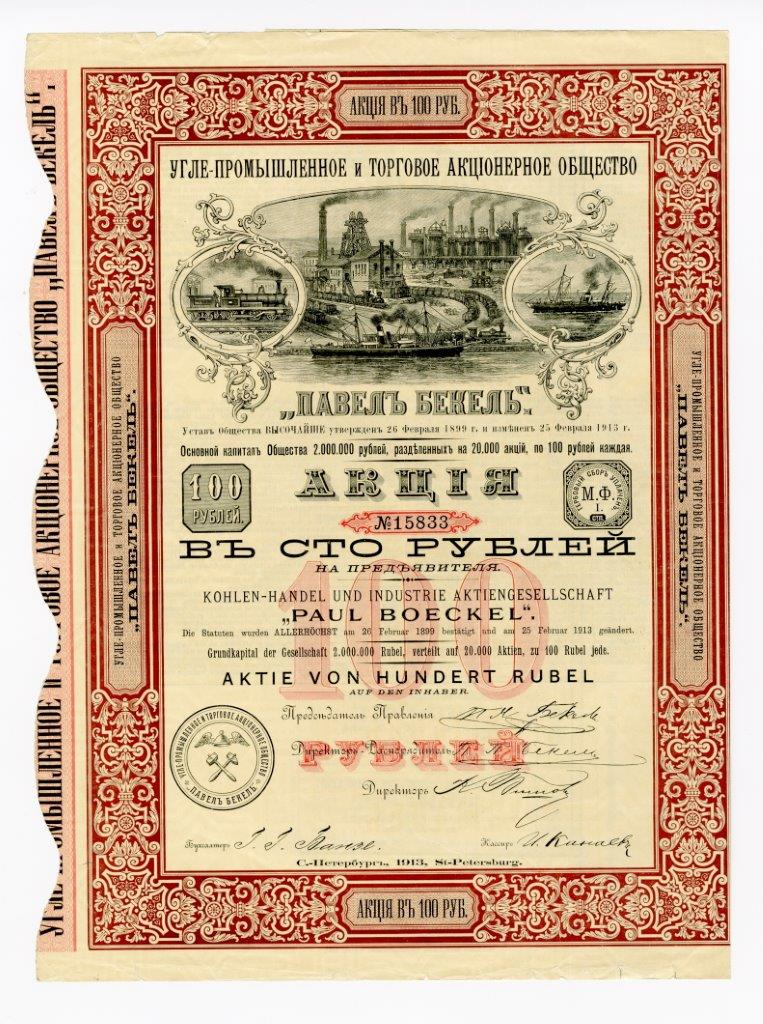
Акция в 100 руб. на предъявителя Углепромышленного и торгового акционерного общества "Павел Бекель" с основным капиталом в 2 млн.руб. С.-Петербург, 1913 г.

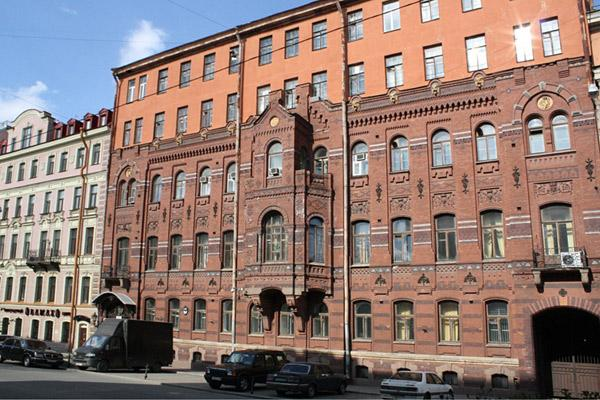
Дом купца П. Я. Бекеля - Государственный Гидрологический институт в Санкт-Петербурге. 2-я линия Васильевского острова, 23 - ул. Репина, 24

Углепромышленное и торговое акционерное общество «Павел Бекель» было зарегистрировано в 1899 году на базе существовавшей в Санкт-Петербурге с 60-х гг. XIX в. семейной фирмы по продаже каменного угля «Торговое товарищество Павла Бекеля».
Директором-распорядителем АО «Павел Бекель» состоял сын основателя и председателя Правления компании П. Я. Бекеля Павел Павлович — один из пионеров автомобилизма в России, действительный статский советник.  Основной капитал акционерного общества, Устав которого был Высочайше утверждён 26 февраля 1899 года и изменён 25 февраля 1913 года, составлял два млн. рублей разбитых на двадцать тысяч акций в сто рублей каждая.

В «Справочной книге о купцах города С.-Петербурга» на 1896 год в списке купцов первой гильдии написано об основателе компании:
Бекель Павел-Фридрих Яковлев-Андреев-Христианов 59 лет, потомственный почётный гражданин, веры лютеранской, в купечестве с 1894 года платит гильдейскую повинность с 1865 года. Жительство: Василеостровская часть, 1 уч., собственный дом № 25 по 2-й линии. Торговля при порте оптом. Содержит склады каменного угля, кирпича, кокса и чугуна Спасская часть по Фонтанке дом № 116 и Выборгская часть по Воскресенской ул., дом № 3.
За достигнутые успехи Павлу Яковлевичу присвоили чин коммерции советника, а также наградили орденами Станислава 2-й степени, Анны 2-й степени и Владимира 4-й степени. Его сыновья, как и он сам, были потомственными почётными гражданами города. В 1883 году Павел Яковлевич с семьёй поселился в новом трехэтажном доме на 2-й линии Васильевского острова, построенном для него по проекту архитектора Федора Пуншеля в модном тогда «кирпичном» стиле и оснащённом по последнему слову техники того времени: электричеством, паровым отоплением, лифтом, телефонами. Там же до своей национализации размещалось  Правление АО «Павел Бекель». С 1919 года и по настоящее время в  этом сохранившем практически первозданный вид памятнике архитектуры располагается Государственный гидрологический институт.
Углепромышленное и торговое Акционерное общество «Павел Бекель», прежде всего стараниями Павла Павловича Бекеля, сыграло заметную роль в популяризации автомобилизма в Российской Империи. Его «Технический отдел» являлся представителем легковых и грузовых автомобилей, тракторов, дорожных катков таких фирм, как Commer, AEC, Austin, Valveless, Wolseley (Англия), Best, (США), Turcat-Mery, Gobron-Brillie, Motobloc (Франция), Podeus (Германия).